# Elia Marcelli
Elia Marcelli (Roma, 3 de marzo de 1915 – 23 de mayo de 1998) fue un poeta, cineasta y guionista italiano afincado en Venezuela.

## Biografía
Originario de Fabrica di Roma, un pequeño pueblo de tradición agrícola en la provincia de Viterbo, Elia heredó la veta poética de su abuelo Giovanni, que componía y cantaba versos espontáneamente.
Realizó sus estudios superiores en el Instituto Sant'Apollinare de Roma. Después estudió en la Facultad de Derecho de la Universidad de Roma, hasta finalmente decidirse por la carrera de literatura. Se graduó en 1939 con una tesis titulada La unidad estética de la Divina Comedia.
En 1943 fundó en Roma la Liga Pacifista Italiana (LPI), el primer movimiento pacifista italiano autónomo. En 1947 fundó y dirigió el periódico pacifista ¡Guerra alla Guerra! . Ese mismo año propuso una Internacional Pacifista a través de escritos y conferencias, redactando su Manifiesto, que fue distribuido en Italia y en el extranjero.

## Carrera cinematográfica
Marcelli emigró a Venezuela a finales de los 40. En 1949 fundó en Caracas una Academia de Arte Dramático y Cinematográfico en Caracas. Ese mismo año escribió y realizó su primer cortometraje, En la casa del liberador, sobre la vida de Simón Bolívar. 
En 1950 escribe La escalinata, película dirigida por César Enríquez, ambientada en barrios marginales de Caracas, con actores no profesionales. En Esta película también participará como asistente de dirección. La película, definida por la crítica como un clásico del cine sudamericano, orientó aquella naciente cinematografía a abordar los problemas sociales.
En 1954 escribe y dirige La gran llanura, parte de cuyos exteriores fueron rodados en zonas amazónicas, incluyendo el Salto Ángel. La película fue un gran éxito comercial.
En 1956 se encuentra de regreso en Caracas, donde se le encomienda la dirección artística de todos los documentales de la Unidad Fílmica Shell de Venezuela. Supervisa el trabajo de seis equipos de filmación, creando largometrajes etnológicos y sobre el medio ambiente.
A mediados de los años 50 conoce al escritor José Natalio Estrada, y comienza a rodar una serie de películas sobre los llanos venezolanos. De esta serie forman parte Llano adentro, largometraje sobre la vida de los grupos de peones de hacienda, por el que en 1958 recibió el Premio Internacional Cantaclaro. En 1962 estrena Séptimo paralelo, sobre las condiciones de vida del pueblo yaruro y su genocidio entre el río Arauca y el Orinoco. Tiene mucho éxito en América del Sur y es distribuida en Italia por Universal Pictures y participa en distintos festivales internacionales. también destaca María del Llano de 1965, con texto de Estrada.

## Obra escrita
- Li Romani en Rusia (Bulzoni, 1988, con prefacio de Tullio De Mauro ; reimpresión, il Cubo, 2008, con epílogo de Marcello Teodonio )
- Ruidos sospechosos (Bulzoni, 1994, con prefacio de Tullio De Mauro)

## Filmografía
- 1965: María del Llano
- 1962: Séptimo Paralelo
- 1958: Llano adentro
- 1955: La gran llanura
- 1950: La escalinata (guionista y asistente de dirección)
- 1950: En la casa del liberador